# Ronde van Spanje 2024/Startlijst
Deze pagina bevat de startlijst van de 79e Ronde van Spanje die in 2024 op zaterdag 17 augustus van start ging in de Portugese hoofdstad Lissabon en op zondag 26 september eindigde in de Spaanse hoofdstad Madrid. In totaal namen er 22 ploegen deel aan de rittenkoers die elk met acht renners van start gingen, wat het totaal aantal deelnemers op 176 bracht.

## Overzicht

### Team Visma-Lease a Bike
| rugnummer | renner            | prestaties deze ronde                                                                                                 | opmerkingen                   | eindklassering   |
| --------- | ----------------- | --- | ----------------------------- | ---------------- |
| 1         | Sepp Kuss         | |                               | 14e op 20'25"    |
| 2         | Edoardo Affini    | |                               | 119e op 4u36'53" |
| 3         | Robert Gesink     | |                               | 52e op 2u34'22"  |
| 4         | Steven Kruijswijk | | Beste Nederlander             | 19e op 1u01'53"  |
| 5         | Cian Uijtdebroeks | | Niet gestart in de 15e etappe | DNF              |
| 6         | Attila Valter     | |                               | 25e op 1u22'31"  |
| 7         | Wout Van Aert     | Winnaar: 3e, 7e en 10e etappe 2e en 3e , 4e, 5e, 6e, 7e, 8e, 9e, 10e, 11e, 12e, 13e, 14e en 15e 13e, 14e en 15 etappe | Niet gestart in de 16e etappe | DNF              |
| 8         | Dylan van Baarle  | | Niet gestart in de 2e etappe  | DNF              |
|           | Team              | |                               |                  |

### UAE Team Emirates
| rugnummer | renner            | prestaties deze ronde                                                                       | opmerkingen                     | eindklassering  |
| --------- | ----------------- | ------------------------------------------------------------------------------------------- | ------------------------------- | --------------- |
| 11        | João Almeida      |                                                                                             | Niet gestart in de 9e etappe    | DNF             |
| 12        | Filippo Baroncini |                                                                                             |                                 | 66e op 3u06'20" |
| 13        | Isaac del Toro    |                                                                                             |                                 | 36e op 1u57'27" |
| 14        | Pavel Sivakov     |                                                                                             |                                 | 9e op 10'04"    |
| 15        | Jay Vine          | 16e, 17e, 20e en 21e                                                                        | Eindwinnaar Bergklassement      | 57e op 2u42'13" |
| 16        | Adam Yates        | Winnaar: 9e etappe 9e, 10e, 11e en 12etappe                                                 |                                 | 12e op 15'40"   |
| 17        | Brandon McNulty   | Winnaar: 1e etappe                                                                          |                                 | 54e op 2u37'44" |
| 18        | Marc Soler        | Winnaar: 16e etappe                                                                         | Winnaar Prijs van de strijdlust | 41e op 2u10'37" |
|           | Team              | 1e, 2e, 3e, 4e, 5e, 9e, 10e, 11e, 12e, 13e, 14e, 15e, 16e, 17e, 18e, 19e, 20e en 21e etappe | Winnaar Ploegenklassement       |                 |

### INEOS Grenadiers
| rugnummer | renner               | prestaties deze ronde               | opmerkingen                   | eindklassering   |
| --------- | -------------------- | ----------------------------------- | ----------------------------- | ---------------- |
| 21        | Thymen Arensman      |                                     | Niet gestart in de 11e etappe | DNF              |
| 22        | Laurens De Plus      |                                     | Niet gestart in de 10e etappe | DNF              |
| 23        | Kim Heiduk           |                                     |                               | 107e op 4u12'43" |
| 24        | Jhonatan Narváez     |                                     |                               | 50e op 2u26'46"  |
| 25        | Brandon Smith Rivera |                                     |                               | 95e op 3u55'58"  |
| 26        | Carlos Rodríguez     | 12e, 13e, 14e, 16e, 17e en 18etappe |                               | 10e op 11'19"    |
| 27        | Óscar Rodríguez      |                                     |                               | 24e op 1u16'05"  |
| 28        | Joshua Tarling       |                                     | Opgave in de 9e etappe        | DNF              |
|           | Team                 |                                     |                               |                  |

### Soudal Quick-Step
| rugnummer | renner                | prestaties deze ronde | opmerkingen | eindklassering   |
| --------- | --------------------- | --------------------- | ----------- | ---------------- |
| 31        | Mikel Landa           |                       |             | 8e op 8'48"      |
| 32        | Kasper Asgreen        |                       |             | 120e op 4u39'48" |
| 33        | Mattia Cattaneo       |                       |             | 23e op 1u13'28"  |
| 34        | James Knox            |                       |             | 67e op 3u07'33"  |
| 35        | William Junior Lecerf |                       | Beste Belg  | 44e op 2u15'24"  |
| 36        | Casper Pedersen       |                       |             | 127e op 5u01'24" |
| 37        | Mauri Vansevenant     |                       |             | 49e op 2u24'54"  |
| 38        | Louis Vervaeke        |                       |             | 59e op 2u47'05"  |
|           | Team                  |                       |             |                  |

### Lidl-Trek
| rugnummer | renner             | prestaties deze ronde  | opmerkingen                     | eindklassering  |
| --------- | ------------------ | ---------------------- | ------------------------------- | --------------- |
| 41        | Mattias Skjelmose  | 19e, 20e en 21e etappe | Eindwinnaar Jongeren klassement | 5e op 5'49"     |
| 42        | Giulio Ciccone     |                        | Opgave in de 10e etappe         | DNF             |
| 43        | Tao Geoghegan Hart |                        |                                 | 62e op 2u51'50" |
| 44        | Patrick Konrad     |                        | Niet gestart in de 11e etappe   | DNF             |
| 45        | Sam Oomen          |                        |                                 | 33e op 1u51'52" |
| 46        | Mathias Vacek      | 1e, 2e 3e etappe       |                                 | 61e op 2u51'36" |
| 47        | Otto Vergaerde     |                        |                                 | 93e op 3u53'02" |
| 48        | Carlos Verona      |                        |                                 | 32e op 1u50'59" |
|           | Team               |                        |                                 |                 |

### Decathlon AG2R La Mondiale Team
| rugnummer | renner                 | prestaties deze ronde                                                            | opmerkingen                   | eindklassering   |
| --------- | ---------------------- | -------------------------------------------------------------------------------- | ----------------------------- | ---------------- |
| 51        | Ben O'Connor           | Winnaar: 6e etappe 6e, 7e, 8e, 9e, 10e, 11e, 12e, 13e, 14e, 15e, 16e, 17e en 18e |                               | 2e op 2'36"      |
| 52        | Bruno Armirail         |                                                                                  |                               | 69e op 3u09'03"  |
| 53        | Clément Berthet        |                                                                                  |                               | 20e op 1u04'13"  |
| 54        | Geoffrey Bouchard      |                                                                                  |                               | 108e op 4u15'26" |
| 55        | Sander De Pestel       |                                                                                  | Niet gestart in de 17e etappe | DNF              |
| 56        | Felix Gall             |                                                                                  |                               | 29e op 1u42'00"  |
| 57        | Victor Lafay           |                                                                                  |                               | 109e op 4u15'45" |
| 58        | Valentin Paret-Peintre |                                                                                  |                               | 45e op 2u17'55"  |
|           | Team                   | 6e, 7e en 8e etappe                                                              |                               |                  |

### Red Bull-BORA-hansgrohe
| rugnummer | renner           | prestaties deze ronde                                                  | opmerkingen                  | eindklassering  |
| --------- | ---------------- | ---------------------------------------------------------------------- | ---------------------------- | --------------- |
| 61        | Primož Roglič    | Winnaar: 4e, 8e en 19e etappe 4e, 5e, 19e, 20e en 21e etappe 8e etappe | Eindwinnaar Rode trui        | Goud            |
| 62        | Roger Adrià      |                                                                        |                              | 43e op 2u12'41" |
| 63        | Giovanni Aleotti |                                                                        |                              | 38e op 2u00'03" |
| 64        | Nico Denz        |                                                                        | Buiten tijd in de 20e etappe | DNF             |
| 65        | Patrick Gamper   |                                                                        | Opgave in de 20e etappe      | DNF             |
| 66        | Florian Lipowitz | 6e, 9e, 10e 11e en 15e etappe                                          |                              | 7e op 7'05"     |
| 67        | Daniel Martínez  |                                                                        | Opgave in de 20e etappe      | DNF             |
| 68        | Aleksandr Vlasov |                                                                        |                              | 18e op 55'05"   |
|           | Team             |                                                                        |                              |                 |

### Alpecin-Deceuninck
| rugnummer | renner              | prestaties deze ronde                                                    | opmerkingen             | eindklassering   |
| --------- | ------------------- | ------------------------------------------------------------------------ | ----------------------- | ---------------- |
| 71        | Kaden Groves        | Winnaar: 2e, 14e en 17e etappe 2e, 16e, 17e, 18e, 19e, 20e en 21e etappe | Eindwinnaar groene trui | 100e op 4u05'32" |
| 72        | Maurice Ballerstedt |                                                                          |                         | 126e op 4u55'15" |
| 73        | Quinten Hermans     |                                                                          |                         | 80e op 3u27'33"  |
| 74        | Juri Hollmann       |                                                                          |                         | 96e op 4u05'32"  |
| 75        | Xandro Meurisse     |                                                                          |                         | 55e op 2u38'10"  |
| 76        | Edward Planckaert   |                                                                          |                         | 116e op 4u33'11" |
| 77        | Oscar Riesebeek     |                                                                          |                         | 130e op 5u04'06" |
| 78        | Luca Vergallito     |                                                                          |                         | 105e op 4u11'26" |
|           | Team                |                                                                          |                         |                  |

### Israel-Premier Tech
| rugnummer | renner             | prestaties deze ronde | opmerkingen                   | eindklassering   |
| --------- | ------------------ | --------------------- | ----------------------------- | ---------------- |
| 81        | Michael Woods      | Winnaar: 13e etappe   | Niet gestart in de 17e etappe | DNF              |
| 82        | George Bennett     |                       |                               | 34e op 1u52'43"  |
| 83        | Marco Frigo        |                       |                               | 54e op 2u36'15"  |
| 84        | Nadav Raisberg     |                       |                               | 113e op 4u25'35" |
| 85        | Matthew Riccitello |                       |                               | 30e op 1u46'37"  |
| 86        | Riley Sheehan      |                       |                               | 123e op 4u45'08" |
| 87        | Corbin Strong      |                       |                               | DNF              |
| 88        | Dylan Teuns        |                       |                               | 74e op 3u12'45"  |
|           | Team               |                       |                               |                  |

### Lotto Dstny
| rugnummer | renner              | prestaties deze ronde    | opmerkingen                   | eindklassering   |
| --------- | ------------------- | ------------------------ | ----------------------------- | ---------------- |
| 91        | Lennert Van Eetvelt |                          | Niet gestart in de 12e etappe | DNF              |
| 92        | Victor Campenaerts  |                          |                               | 111e op 4u19'08" |
| 93        | Thomas De Gendt     |                          |                               | 88e op 3u45'35"  |
| 94        | Andreas Kron        |                          | Niet gestart in de 7e etappe  | DNF              |
| 95        | Arjen Livyns        |                          |                               | 91e op 3u51'39"  |
| 96        | Sylvain Moniquet    | 4e, 5e, 6e en 7e etappe, |                               | 110e op 4u18'08" |
| 97        | Eduardo Sepúlveda   |                          |                               | 86e op 3u39'48"  |
| 98        | Jonas Gregaard      |                          |                               | 77e op 3u25'36"  |
|           | Team                |                          |                               |                  |

### Groupama-FDJ
| rugnummer | renner            | prestaties deze ronde         | opmerkingen                   | eindklassering   |
| --------- | ----------------- | ----------------------------- | ----------------------------- | ---------------- |
| 101       | David Gaudu       |                               |                               | 6e op 6'32"      |
| 102       | Sven Erik Bystrøm |                               |                               | 117e op 4u34'06" |
| 103       | Kevin Geniets     |                               | Niet gestart in de 12e etappe | DNF              |
| 104       | Lorenzo Germani   |                               |                               | 97e op 3u59'24"  |
| 105       | Stefan Küng       | Winnaar: 21e etappe 2e etappe |                               | 39e op 2u01'27"  |
| 106       | Quentin Pacher    |                               |                               | 21e op 1u09'30"  |
| 107       | Rémy Rochas       |                               | Opgave in de 16e etappe       | DNF              |
| 108       | Reuben Thompson   |                               |                               | 94e op 3u55'28"  |
|           | Team              |                               |                               |                  |

### EF Education-EasyPost
| rugnummer | renner                     | prestaties deze ronde | opmerkingen            | eindklassering   |
| --------- | -------------------------- | --------------------- | ---------------------- | ---------------- |
| 111       | Richard Carapaz            |                       |                        | 4e op 4'02"      |
| 112       | Rui Costa                  |                       | Opgave in de 5e etappe | DNF              |
| 113       | Owain Doull                |                       |                        | 118e op 4u36'34" |
| 114       | Darren Rafferty            |                       |                        | 75e op 3u12'47"  |
| 115       | James Shaw                 |                       |                        | 98e op 4u00'47"  |
| 116       | Harry Sweeny               |                       |                        | 78e op 3u27'12"  |
| 117       | Rigoberto Urán             |                       | Opgave in de 6e etappe | DNF              |
| 118       | Jefferson Alexander Cepeda |                       |                        | 46e op 2u21'31"  |
|           | Team                       |                       |                        |                  |

### Movistar Team
| rugnummer | renner          | prestaties deze ronde | opmerkingen             | eindklassering   |
| --------- | --------------- | --------------------- | ----------------------- | ---------------- |
| 121       | Enric Mas       |                       |                         | 3e op 3'13"      |
| 122       | Jorge Arcas     |                       |                         | 112e op 4u21'42" |
| 123       | Carlos Canal    |                       |                         | 70e op 3u09'06"  |
| 124       | Oier Lazkano    |                       |                         | 92e op 3u52'00"  |
| 125       | Nelson Oliveira |                       |                         | 73e op 3u11'45"  |
| 126       | Nairo Quintana  |                       |                         | 31e op 1u49'11"  |
| 127       | Einer Rubio     |                       |                         | 27e op 1u39'22"  |
| 128       | Pelayo Sánchez  |                       | Opgave in de 15e etappe | DNF              |
|           | Team            |                       |                         |                  |

### Bahrain-Victorious
| rugnummer | renner            | prestaties deze ronde   | opmerkingen                  | eindklassering   |
| --------- | ----------------- | ----------------------- | ---------------------------- | ---------------- |
| 131       | Antonio Tiberi    | 4e, 5e, 7e en 8e etappe | Opgave in de 9e etappe       | DNF              |
| 132       | Damiano Caruso    |                         | Niet gestart in de 7e etappe | DNF              |
| 133       | Kamil Gradek      |                         |                              | 133e op 5u14'00" |
| 134       | Jack Haig         |                         |                              | 22e op 1u11'45"  |
| 135       | Rainer Kepplinger |                         | Opgave in de 9e etappe       | DNF              |
| 136       | Fran Miholjević   |                         |                              | 87e op 3u42'50"  |
| 137       | Jasha Sütterlin   |                         |                              | 121e op 4u42'07" |
| 138       | Torstein Træen    |                         |                              | 60e op 2u50'48"  |
|           | Team              |                         |                              |                  |

### Team Jayco AlUla
| rugnummer | renner               | prestaties deze ronde      | opmerkingen                   | eindklassering   |
| --------- | -------------------- | -------------------------- | ----------------------------- | ---------------- |
| 141       | Eddie Dunbar         | Winnaar: 11e en 20e etappe |                               | 11e op 14'40"    |
| 142       | Welay Hagos Berhe    |                            | Niet gestart in de 13e etappe | DNF              |
| 143       | Alessandro De Marchi |                            |                               | 125e op 4u53'56" |
| 144       | Felix Engelhardt     |                            |                               | 103e op 4u09'17" |
| 145       | Chris Harper         |                            | Opgave in de 11e etappe       | DNF              |
| 146       | Mauro Schmid         |                            |                               | 71e op 3u10'41"  |
| 147       | Callum Scotson       |                            | Niet gestart in de 16e etappe | DNF              |
| 148       | Filippo Zana         |                            |                               | 56e op 2u39'10"  |
|           | Team                 |                            |                               |                  |

### Arkéa-B&B Hotels
| rugnummer | renner             | prestaties deze ronde | opmerkingen                  | eindklassering   |
| --------- | ------------------ | --------------------- | ---------------------------- | ---------------- |
| 151       | Cristian Rodríguez |                       |                              | 13e op 19'48"    |
| 152       | Élie Gesbert       |                       | Niet gestart in de 8e etappe | DNF              |
| 153       | Thibault Guernalec |                       |                              | 132e op 5u04'48" |
| 154       | Simon Guglielmi    |                       |                              | 47e op 2u22'12"  |
| 155       | Laurens Huys       |                       |                              | 79e op 3u27'30"  |
| 156       | Mathis Le Berre    |                       |                              | 76e op 3u23'22"  |
| 157       | Łukasz Owsian      |                       |                              | 89e op 3u45'45"  |
| 158       | Michel Ries        |                       | Opgave in de 13e etappe      | DNF              |
|           | Team               |                       |                              |                  |

### Intermarché-Wanty
| rugnummer | renner         | prestaties deze ronde | opmerkingen                   | eindklassering   |
| --------- | -------------- | --------------------- | ----------------------------- | ---------------- |
| 161       | Louis Meintjes |                       |                               | 28e op 1u39'37"  |
| 162       | Vito Braet     |                       |                               | 81e op 3u32'34"  |
| 163       | Kobe Goossens  |                       | Niet gestart in de 10e etappe | DNF              |
| 164       | Arne Marit     |                       |                               | 122e op 4u42'18" |
| 165       | Tom Paquot     |                       | Niet gestart in de 16e etappe | DNF              |
| 166       | Simone Petilli |                       |                               | 90e op 3u46'39"  |
| 167       | Lorenzo Rota   |                       | Niet gestart in de 11e etappe | DNF              |
| 168       | Rein Taaramäe  |                       | Opgave in de 18e etappe       | DNF              |
|           | Team           |                       |                               |                  |

### Team dsm-firmenich PostNL
| rugnummer | renner              | prestaties deze ronde | opmerkingen   | eindklassering   |
| --------- | ------------------- | --------------------- | ------------- | ---------------- |
| 171       | Max Poole           |                       |               | 35e op 1u56'35"  |
| 172       | Pavel Bittner       | Winnaar: 5e etappe    |               | 115e op 4u31'33" |
| 173       | Chris Hamilton      |                       |               | 68e op 3u08'16"  |
| 174       | Gijs Leemreize      |                       |               | 84e op 3u37'54"  |
| 175       | Enzo Leijnse        |                       |               | 129e op 5u02'45" |
| 176       | Tim Naberman        |                       | Rode Lantaarn | 135e op 5u21'03" |
| 177       | Martijn Tusveld     |                       |               | 63e op 2u54'38"  |
| 178       | Julius van den Berg |                       |               | 131e op 5u04'41" |
|           | Team                |                       |               |                  |

### Cofidis
| rugnummer | renner           | prestaties deze ronde | opmerkingen                   | eindklassering  |
| --------- | ---------------- | --------------------- | ----------------------------- | --------------- |
| 181       | Guillaume Martin |                       |                               | 15e op 31'34"   |
| 182       | Thomas Champion  |                       |                               | 82e op 3u36'16" |
| 183       | Bryan Coquard    |                       | Opgave in de 8e etappe        | DNF             |
| 184       | Rubén Fernández  |                       | Niet gestart in de 14e etappe | DNF             |
| 185       | Ion Izagirre     |                       |                               | 37e op 1u59'25" |
| 186       | Jesús Herrada    |                       |                               | 85e op 3u39'38" |
| 187       | Jonathan Lastra  |                       | Niet gestart in de 13e etappe | DNF             |
| 188       | Kenny Elissonde  |                       | Opgave in de 6e etappe        | DNF             |
|           | Team             |                       |                               |                 |

### Astana Qazaqstan Team
| rugnummer | renner              | prestaties deze ronde | opmerkingen                   | eindklassering   |
| --------- | ------------------- | --------------------- | ----------------------------- | ---------------- |
| 191       | Lorenzo Fortunato   |                       |                               | 16e op 40'43"    |
| 192       | Gleb Brussenskii    |                       |                               | 124e op 4u45'35" |
| 193       | Gianmarco Garofoli  |                       |                               | 48e op 2u22'25"  |
| 194       | Harold Martín López |                       | Niet gestart in de 10e etappe | DNF              |
| 195       | Ide Schelling       |                       |                               | 134e op 5u19'49" |
| 196       | Harold Tejada       |                       |                               | 40e op 2u09'03"  |
| 197       | Santiago Umba       |                       |                               | 106e op 4u11'48" |
| 198       | Nicolas Vinokurov   |                       |                               | 128e op 5u02'17" |
|           | Team                |                       |                               |                  |

### Equipo Kern Pharma
| rugnummer | renner             | prestaties deze ronde      | opmerkingen | eindklassering   |
| --------- | ------------------ | -------------------------- | ----------- | ---------------- |
| 201       | Urko Berrade       | Winnaar: 18e etappe        |             | 42e op 2u10'47"  |
| 202       | Pablo Castrillo    | Winnaar: 12e en 15e etappe |             | 64e op 3u00'12"  |
| 203       | Jorge Gutiérrez    |                            |             | 99e op 4u02'04"  |
| 204       | Unai Iribar        |                            |             | 83e op 3u37'42"  |
| 205       | Pau Miquel         |                            |             | 58e op 2u44'50"  |
| 206       | José Félix Parra   |                            |             | 17e op 51'33"    |
| 207       | Ibon Ruiz          |                            |             | 101e op 4u06'57" |
| 208       | Antonio Jesús Soto |                            |             | 114e op 4u28'52" |
|           | Team               |                            |             |                  |

### Euskaltel-Euskadi
| rugnummer | renner            | prestaties deze ronde | opmerkingen             | eindklassering   |
| --------- | ----------------- | --------------------- | ----------------------- | ---------------- |
| 211       | Txomin Juaristi   |                       | Opgave in de 20e etappe | DNF              |
| 212       | Jon Aberasturi    |                       | Opgave in de 6e etappe  | DNF              |
| 213       | Xabier Berasategi |                       |                         | 102e op 4u08'31" |
| 214       | Mikel Bizkarra    |                       |                         | 26e op 1u37'38"  |
| 215       | Joan Bou          |                       |                         | 72e op 3u11'05"  |
| 216       | Xabier Isasa      |                       |                         | 104e op 4u09'31" |
| 217       | Gotzon Martín     |                       |                         | 51e op 2u27'06"  |
| 218       | Luis Ángel Maté   | 3e etappe             |                         | 65e op 3u02'34"  |
|           | Team              |                       |                         |                  |

## Deelnemers per land
| Deelnemers | Land                                                                                             |
| ---------- | ------------------------------------------------------------------------------------------------ |
| 32         | Spanje                                                                                           |
| 22         | België                                                                                           |
| 17         | Frankrijk                                                                                        |
| 16         | Italië                                                                                           |
| 12         | Nederland                                                                                        |
| 8          | Australië                                                                                        |
| 7          | Colombia, Verenigd Koninkrijk, Duitsland                                                         |
| 5          | Denemarken                                                                                       |
| 4          | Verenigde Staten, Ecuador, Oostenrijk                                                            |
| 3          | Portugal, Nieuw-Zeeland                                                                          |
| 2          | Kazachstan, Tsjechië, Zwitserland, Polen, Luxemburg, Ierland, Noorwegen                          |
| 1          | Estland, Mexico, Zuid-Afrika, Hongarije, Argentinië, Ethiopië, Israël, Canada, Slovenië, Kroatië |

1e etappe ·
2e etappe ·
3e etappe ·
4e etappe ·
5e etappe ·
6e etappe ·
7e etappe ·
8e etappe ·
9e etappe ·
10e etappe ·
11e etappe ·
12e etappe ·
13e etappe ·
14e etappe ·
15e etappe ·
16e etappe ·
17e etappe ·
18e etappe ·
19e etappe ·
20e etappe ·
21e etappe
Startlijst · Eindstanden · Afbeeldingen